# Єздочне
Єздочне (рос. Ездочное) — село у Острогозькому районі Воронезької області Російської Федерації.
Населення становить 164  особи. Входить до складу муніципального утворення Терновське сільське поселення.

## Історія
Населений пункт розташований у межах суцільної української етнічної території, частини Східної Слобожанщини. До Перших визвольних змагань належав до Воронезької губернії. У 1918 році село Їздецьке входило до української держави — кордон пролягав по Дону. 
Згідно із законом від 15 жовтня 2004 року входить до складу муніципального утворення Терновське сільське поселення.

## Населення
| 2000 | 2005 | 2010 |
| ---- | ---- | ---- |
| 262  | ↘209 | ↘164 |